# Функція Діріхле
Функція Діріхле — функція визначена на множині дійсних чисел, що набуває значення 1 якщо аргумент є раціональним числом і значення 0 якщо аргумент є числом ірраціональним. Формально визначення можна записати так:
{\displaystyle D(x)={\begin{cases}1,&x\in \mathbb {Q} \\0,&x\in \mathbb {R} \setminus \mathbb {Q} \end{cases}}}
де Q множина раціональних чисел, а R — множина дійсних чисел.

## Властивості
- Функція Діріхле є розривною в кожній точці своєї області визначення.
- Функція Діріхле не є інтегровною за Ріманом, проте є інтегровною за Лебегом.
- Функція Діріхле належить до другого класу Бера. Тобто, її не можна представити як границю послідовності неперервних функцій, але можна задати як границю границь послідовності неперервних функцій. Наприклад:

{\displaystyle D(x)=\lim _{m\to \infty }\lim _{n\to \infty }\cos ^{2n}m!\pi x,}

## Інтеграли від функції Діріхле

### Інтеграл Рімана
Функція Діріхле не є інтегровною за Ріманом в жодній області інтегрування, оскільки для будь-якого розбиття Z на області інтегрування всі проміжки розбиття {\displaystyle \left[x_{k-1},x_{k}\right]} містять як раціональні, так і ірраціональні числа і тому нижня сума рівна
{\displaystyle U(Z)=\sum _{k=1}^{n}(x_{k}-x_{k-1})\cdot \inf _{x_{k-1}<x<x_{k}}f(x)=0,}
а верхня сума рівна
{\displaystyle O(Z)=\sum _{k=1}^{n}(x_{k}-x_{k-1})\cdot \sup _{x_{k-1}<x<x_{k}}f(x),}
що дорівнює довжині області інтегрування.
Оскільки дані твердження виконуються для будь-якого розбиття то границя нижньої суми, при прямуванні довжини найбільшого проміжку розбиття до нуля, не рівна границі верхньої. Отже функція не є інтегровною.

### Інтеграл Лебега
Функція Діріхле є простою, тобто набуває скінченної кількості значень, тому маємо рівність для інтеграла в області {\displaystyle I\in \mathbb {R} }
{\displaystyle \int _{I}D(x)\,d\lambda (x)=0\cdot \lambda (I\cap \mathbb {R} \setminus \mathbb {Q} )+1\cdot \lambda (I\cap \mathbb {Q} )},
де {\displaystyle \lambda (x)} позначає міру Лебега.
Оскільки {\displaystyle \lambda (I\cap \mathbb {Q} )} як підмножина раціональних чисел має міру нуль, то також весь інтеграл рівний нулю:
{\displaystyle \int _{I}D(x)\,d\lambda (x)=0.}